# Chinatsu Akasaki
Chinatsu Akasaki (赤﨑 千夏, Akasaki Chinatsu), née le 10 août 1987 dans la Préfecture de Kagoshima, est une seiyū japonaise.

## Rôles

### Anime
- A Certain Magical Index : Saiai Kinuhata
- A Certain Scientific Railgun : Saiai Kinuhara
- Beelzebub-jou no okinimesu mama. : Eurynomé
- Bodacious Space Pirates : Maki Harada
- Chikyuugai Shounen Shoujo : Miina Misasa
- Chivalry of a Failed Knight : Hangetsu Tsukuyomi, Mangetsu Tsukuyomi, Mikazuki Tsukuyomi
- Chuunibyou demo koi ga shitai : Shinka Nibutani
- Dagashi Kashi : Hajime Owari
- Devils and Realist : Maria Mollins
- Dungeon ni deai o motomeru no wa machigatteiru darō ka : Mikoto Yamato
- Erased : Airi Katagiri
- Fate/Apocrypha : Fiore Forvedge Yggdmillennia
- Food Wars! : Alice Nakiri
- High School DxD : Ile, Nel
- In Another World With My Smartphone : Yae Kokonoe
- Isekai Quartet : Felt
- Kill Me Baby : Yasuna Oribe
- Killing Bites : Mai Shinozaki
- Kotoura-san : Mai
- Little Witch Academia : Barbara Parker, Ural
- Oreshura : Chiwa Harusaki
- Plastic Memories : Michiru Kinushima
- Pokémon XY/XY&Z/Mega Evolution : Infirmière Joëlle, Ninon (XY)
- Re:Zero kara Hajimeru Isekai Seikatsu : Felt
- Saenai Heroine no Sodatekata : Izumi Hashima
- Saki Zenkoku-hen  : Tomoe Karijuku
- Shirogane no Ishi: Argevollen : Akane Sorano
- Smile PreCure! : Mayu Okada, Mayumi Kisumi, Runa Terada, Yura, Haru Midorikawa
- Sword Art Online Alternative: Gun Gale Online : Miyu Shinohara / Fukaziroh
- Symphogear : Yumi Itaba
- The Asterisk War : Ernesta Kühne
- The iDOLM@STER Cinderella Girls : Akane Hino
- Tokyo Ghoul : Yoriko Kosaka
- Trinity Seven : Ilia
- Utawarerumono: Itsuwari no Kamen : Anju
- Welcome to the Ballroom : Chinatsu Hiyama

### OVA
- Attache-moi ! : Yukari Mutsuka
- Food Wars! : Alice Nakiri
- Kill Me Baby: Butsuzou Kegatte Nise Halloween : Yasuna Oribe
- Kokoro Connect: Michi Random : Mariko Nakayama
- Kono subarashii sekai ni shukufuku o!: Kono Subarashii Geijutsu ni Shukufuku wo! : Ran
- Saenai Heroine no Sodatekata ♭: Fan Service of Love and Pure heart  : Izumi Hashima

### Films
- Accel World: Infinite∞Burst : Risa Tsukiori / Nitride Unica
- Bodacious Space Pirates: Abyss of Hyperspace : Maki Harada
- Chuunibyou demo koi ga shitai: Take on me : Shinka Nibutani
- Little Witch Academia : Barbara Parker
- Little Witch Academia: The Enchanted Parade : Barbara Parker
- Trinity Seven: Eternity Library & Alchemic Girl : Ilia

### Jeux vidéo
- Accel World vs. Sword Art Online: Millenium Twilight : Hiyori Kashiwazaka / Lux, Risa Tsukiori / Nitride Unica
- Sword Art Online: Fatal Bullet : Miyu Shinohara / Fukaziroh
- Sword Art Online: Lost Song : Hiyori Kashiwazaka / Lux